# العلاقات النيجرية الإيطالية
العلاقات النيجرية الإيطالية هي العلاقات الثنائية التي تجمع بين النيجر وإيطاليا.

## مقارنة بين البلدين
هذه مقارنة عامة ومرجعية للدولتين:
| وجه المقارنة                                              | النيجر          | إيطاليا                                                  |
| --------------------------------------------------------- | --------------- | -------------------------------------------------------- |
| المساحة (كم2)                                             | 1.27 مليون      | 301.34 ألف                                               |
| عدد السكان (نسمة)                                         | 21.48 مليون     | 60.60 مليون                                              |
| الكثافة السكانية (ن./كم²)                                 | 16.91           | 201.1                                                    |
| العاصمة                                                   | نيامي           | روما، فلورنسا، تورينو                                    |
| اللغة الرسمية                                             | لغة فرنسية      | اللغة الإيطالية                                          |
| العملة                                                    | فرنك غرب أفريقي | يورو، ليرة إيطالية                                       |
| الناتج المحلي الإجمالي (بليون دولار)                      | 8.12 مليار      | 1.93 تريليون                                             |
| الناتج المحلي الإجمالي (تعادل القوة الشرائية) بليون دولار | 19.01 مليار     | 2.26 تريليون                                             |
| الناتج المحلي الإجمالي الاسمي للفرد دولار أمريكي          | 358             | 29.96 ألف                                                |
| الناتج المحلي الإجمالي للفرد دولار أمريكي                 | 938             | 35.46 ألف                                                |
| مؤشر التنمية البشرية                                      | 0.348           | 0.873                                                    |
| رمز المكالمات الدولي                                      | +227            | +39                                                      |
| رمز الإنترنت                                              | .ne             | .it                                                      |
| المنطقة الزمنية                                           | ت ع م+01:00     | توقيت وسط أوروبا، ت ع م+01:00، ت ع م+02:00، أوروبا/روما ‏ |

## مدن متوأمة
في ما يلي قائمة باتفاقيات التوأمة بين مدن نيجرية وإيطالية:
- ترتبط ماياهي [الإنجليزية]‏ مع ألفونسيني باتفاقية توأمة.

## منظمات دولية مشتركة
يشترك البلدان في عضوية مجموعة من المنظمات الدولية، منها:
| علم المنظمة | اسم المنظمة                               | تاريخ انضمام النيجر | تاريخ انضمام إيطاليا |
| ----------- | ----------------------------------------- | ------------------- | -------------------- |
|             | يونسكو                                    | 10 نوفمبر 1960      | ?                    |
|             | الفريق المعني برصد الأرض                  | ?                   | ?                    |
|             | مؤسسة التمويل الدولية                     | 7 يناير 1980        | 27 ديسمبر 1956       |
|             | المركز الدولي لتسوية المنازعات الاستشارية | 14 ديسمبر 1966      | 28 أبريل 1971        |
|             | منظمة حظر الأسلحة الكيميائية              | ?                   | ?                    |
|             | مؤسسة التنمية الدولية                     | 24 أبريل 1963       | 24 سبتمبر 1960       |
|             | منظمة التجارة العالمية                    | ?                   | 1995                 |
|             | وكالة ضمان الاستثمار متعدد الأطراف        | 10 مايو 2012        | 29 أبريل 1988        |
|             | الاتحاد البريدي العالمي                   | ?                   | ?                    |
|             | الاتحاد الدولي للاتصالات                  | 14 نوفمبر 1960      | 1866                 |
|             | منظمة الشرطة الجنائية الدولية             | ?                   | ?                    |
|             | الأمم المتحدة                             | 20 سبتمبر 1960      | 14 ديسمبر 1955       |
|             | البنك الدولي للإنشاء والتعمير             | 24 أبريل 1963       | 27 مارس 1947         |
|             | البنك الإفريقي للتنمية                    | ?                   | ?                    |

## وصلات خارجية
- موقع وزارة الخارجية الإيطالية